# Horton-Gletscher
Der Horton-Gletscher ist ein Gletscher auf der westantarktischen Adelaide-Insel. In der Princess Royal Range fließt er östlich des Mount Barré und des Mount Gaudry in südöstlicher Richtung zur Ryder Bay.
Das UK Antarctic Place-Names Committee benannte ihn 1978 nach Colin Philip Horton (* 1951), der als Bauarbeiter des British Antarctic Survey von 1976 bis 1977 auf der benachbarten Rothera-Station tätig war.